# Roger-Gérard Schwartzenberg

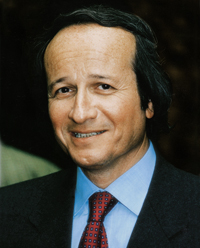
Roger-Gérard Schwartzenberg

Roger-Gérard Schwartzenberg (* 17. April 1943 in Pau) ist ein französischer Rechts- und Politikwissenschaftler sowie Politiker der Parti radical de gauche (PRG). Er ist emeritierter Professor für öffentliches Recht an der Universität Panthéon-Assas. Schwartzenberg war Mitglied des Europäischen Parlaments, langjähriger Abgeordneter in der Nationalversammlung und von 2000 bis 2002 Forschungsminister.

## Leben
Schwartzenbergs Vater besaß eine Wirk- und Strickwarenfabrik; der Onkologe Léon Schwartzenberg ist sein Cousin. Roger-Gérard Schwartzenberg besuchte das Lycée Charlemagne und studierte am Institut d’études politiques de Paris (Sciences Po). Mit 25 Jahren erhielt er 1968 die Agrégation (Lehrbefugnis) im öffentlichen Recht. Er wurde auf einen Lehrstuhl an der Universität Orléans berufen und war seinerzeit jüngste Professor in Frankreich. Im Jahr darauf wechselte er an die Universität Panthéon-Assas (Paris II), wo er bis zu seiner Emeritierung 2011 tätig war. Parallel war er von 1972 bis 1983 auch Professor für Vergleichende Politikwissenschaft an der Sciences Po.
Sein Buch über politische Soziologie erschien seit 1971 in mehreren Auflagen. Das 1977 herausgegebene Werk  L’État spectacle (deutsch Politik als Showgeschäft), das sich mit der Personalisierung und Medialisierung der Politik sowie Herausbildung eines dem Showgeschäft ähnelnden System politischer „Stars“ befasst, wurde in mehrere Sprachen übersetzt. Daneben schrieb Schwartzenberg in den 1970er-Jahren Kommentare und Leitartikel für Le Monde und L’Express.
Schwartzenberg wurde 1976 Generaldelegierter des linksliberalen Mouvement des radicaux de gauche (MRG), das aus dem linken Flügel der historischen Parti républicain, radical et radical-socialiste hervorgegangen war. 1978 wurde er zum stellvertretenden Vorsitzenden, 1981 zum Parteivorsitzenden gewählt. Bei der ersten Direktwahl des Europäischen Parlaments 1979 erhielt er einen Sitz. Er schloss sich der Sozialistischen Fraktion an und saß im Ausschuss für Wirtschaft und Währung. Im März 1983 legte er sein Mandat nieder, um den Posten eines Staatssekretärs im Bildungsministerium im Kabinett Mauroy III anzunehmen. Auch als Parteivorsitzender trat er anschließend zurück. Im Kabinett Fabius wurde er im Juli 1984 zum Staatssekretär für Universitäten (unter Bildungsminister Jean-Pierre Chevènement) ernannt.
Nach dem Regierungswechsel im März 1986 war er bis 2000 Abgeordneter des 3. Wahlkreises des Départements Val-de-Marne in der Nationalversammlung. Im Kabinett Jospin war er vom 27. März 2000 bis 6. Mai 2002 Minister für Forschung. Anschließend gehörte er erneut der Nationalversammlung an. Bei der Parlamentswahl 2007 verlor er seinen Sitz an Didier Gonzales von der konservativen UMP, gewann ihn aber 2012 zurück und gehörte dem Parlament erneut bis 2017 an.

## Werke (Auswahl)
- La campagne présidentielle de 1965, PUF, 1967
- La guerre de succession ou l’élection présidentielle de 1969, PUF, 1969
- L’Autorité de chose décidée, LGDJ, Bibliothèque de droit public, 1969
- Sociologie politique, éditions Montchrestien, 1971 (5e édition, 1998)
- Liberté, libertés, Réflexions du Comité pour une charte des liberté, copublié avec Robert Badinter, Jacques Attali, Jean-Denis Bredin, Régis Debray, Laurent Fabius et Michel Serres, Gallimard, 1976
- L’État spectacle. Essai sur et contre le star system en politique, Flammarion, 1977
  - Politik als Showgeschäft. Moderne Strategien im Kampf um die Macht, Econ, 1980
- Politique comparée, Les Cours du droit, 2e édition, 1980
- La Droite absolue, Flammarion, 1981
- La Politique mensonge, Odile Jacob, 1998
- 1788 : essai sur la maldémocratie, Fayard, 2006
- L’État spectacle 2. Politique, Casting et médias, Plon, 2009